# Ладд (Іллінойс)
Ладд (англ. Ladd) — селище (англ. village) в США, в окрузі Бюро штату Іллінойс. Населення — 1263 особи (2020).

## Географія
Ладд розташований за координатами 41°22′54″ пн. ш. 89°12′52″ зх. д. / 41.38167° пн. ш. 89.21444° зх. д. (41.381538, -89.214353).  За даними Бюро перепису населення США в 2010 році селище мало площу 3,07 км², уся площа — суходіл.

## Демографія
Згідно з переписом 2010 року, у селищі мешкало 1295 осіб у 557 домогосподарствах у складі 355 родин. Густота населення становила 422 особи/км².  Було 588 помешкань (192/км²).
Расовий склад населення:
| - 95,4 % — білих - 0,8 % — чорних або афроамериканців - 0,4 % — корінних американців - 0,3 % — азіатів - 2,5 % — осіб інших рас |

До двох чи більше рас належало 0,7 %. Частка іспаномовних становила 6,1 % від усіх жителів.
За віковим діапазоном населення розподілялося таким чином: 23,2 % — особи молодші 18 років, 58,7 % — особи у віці 18—64 років, 18,1 % — особи у віці 65 років та старші. Медіана віку мешканця становила 38,9 року. На 100 осіб жіночої статі у селищі припадало 95,6 чоловіків;  на 100 жінок у віці від 18 років та старших — 90,6 чоловіків також старших 18 років.
Середній дохід на одне домашнє господарство  становив 75 006 доларів США (медіана — 57 303), а середній дохід на одну сім'ю — 88 549 доларів (медіана — 64 107). Медіана доходів становила 54 118 доларів для чоловіків та 34 375 доларів для жінок. За межею бідності перебувало 9,7 % осіб, у тому числі 17,4 % дітей у віці до 18 років та 3,2 % осіб у віці 65 років та старших.
Цивільне працевлаштоване населення становило 645 осіб. Основні галузі зайнятості: освіта, охорона здоров'я та соціальна допомога — 25,4 %, роздрібна торгівля — 15,2 %, виробництво — 12,4 %.